# Ulica Jezuicka w Warszawie
Ulica Jezuicka – ulica na warszawskim Starego Miasta, biegnąca od Rynku Starego Miasta do ul. Kanonia. 

## Historia
Ulica została wytyczona podczas lokacji miasta. Pierwotnie nosiła nazwę Świętojańskiej. Obecną nazwę uzyskała w XVII wieku po wybudowaniu kościoła i klasztoru jezuitów.
W XV wieku znajdowało się na niej dziewięć posesji (sześć po wschodniej stronie i trzy po zachodniej). Pierwsze informacje o kamienicach pochodzą z 1445 i 1462 r. Pierwszymi mieszkańcami byli w większości mieszczanie, wyżsi urzędnicy i duchowieństwo wyższej hierarchii kościelnej (w 1547 r. siedziba biskupów poznańskich).
Od 1597 r. i po pożarze w 1607, który zniszczył większość zabudowy ulicy, jezuici zaczęli przejmować znajdujące się przy niej posesje. Po zachodniej stronie ulicy, po scaleniu czterech kamienic, pod nr 1/3 powstało kolegium jezuitów w Warszawie (druga połowa XVII wieku), a po wschodniej szkoła (1676 r.). Od 1725 r. na posesji nr 4 działało Gimnazjum Zaluscianum (hip. 73). W 1773 r. (po kasacie zakonu) nieruchomości zajmowane przez jezuitów przeszły w ręce Komisji Edukacji Narodowej, a z czasem stały się własnością rządu (XIX wiek). W latach 1840–1857 przy ulicy Jezuickiej 4 działała dwuletnia Szkoła Farmaceutyczna, włączona w 1857 roku w skład Cesarsko-Królewskiej Akademii Medyko-Chirurgicznej, pozostawiając wydział pod tym samym adresem. 
W drugiej połowie XVIII wieku ulica została wybrukowana. W latach 1872–1939 w budynku kolegium jezuickiego znajdowało się Archiwum Akt Dawnych.
Budynki spalone w 1944 r. zostały zrekonstruowane w latach 1953–1959.
W 1983 na komisariacie milicji mieszczącym się pod nr 1/3 doszło do śmiertelnego pobicia Grzegorza Przemyka. 
Mieszkali tu m.in. Jakub Kubicki (architekt królewski), rzeźbiarz Franciszek Pinck i architekt Józef Pius Dziekoński.

## Ważniejsze obiekty
- Teatr Małego Widza